# Принц Иешуа
Принц Иешуа (англ. Prince Yahshua, род. 21 марта 1970 года, Чикаго, Иллинойс, США) — американский порноактёр и режиссёр, лауреат премий AVN Awards, XRCO Award, XBIZ Award и других.

## Карьера
23 августа 2010 года Иешуа получил перелом полового члена во время съёмок с Бетани Бенц для West Coast Productions. Он был доставлен в больницу Энчино и подвергся экстренной операции, которая длилась три с половиной часа. 10 сентября начал физическую реабилитацию. Первоначально перелом был диагностирован как травма, на которой карьера закончится, но позже врачи сообщили актеру, что он сможет возобновить работу через шестьдесят дней. За это время он получил финансовую поддержку от West Coast Productions.
В сентябре 2011 года Иешуа подписал контракт с LA Direct Models. В июле 2012 года он покинул агентство и начал заниматься своими заказами. В апреле 2013 года он подписал контракт с OC Modeling.
20 августа 2013 года Иешуа получил ещё одну травму полового члена на съемочной площадке. Столкнувшись с медицинскими расходами в более чем $ 32,000, OC Modeling организовала для него сбор средств на GiveForward.com.

## Премии
- 2009 Urban X Award — лучшая парная сцена (Black Assassin 3) вместе с Киррой Линн[8]
- 2009 Urban X Award — лучшая сцена втроём (Deep in Latin Cheeks) вместе с Майей Никол и Рико Стронгом[8]
- 2010 Urban X Award — исполнитель года[9]
- 2010 Urban X Award — лучшая сцена группового секса (Dynamic Booty 4) вместе с Мелроз Фокскс, Эммой Харт, Рико Стронгом и C.J. Wright[9]
- 2011 AVN Award — лучшая сцена втроём — Ж/М/М (Asa Akira Is Insatiable) вместе с Асой Акирой и Jon Jon[10]
- 2011 Urban X Award — исполнитель года[11]
- 2012 Urban X Award — исполнитель года[12]
- 2012 Urban X Award — лучшая анальная сцена (Prince The Penetrator) with Kagney Linn Karter[12]
- 2012 XBIZ Award — возвращение исполнителя года[13]
- 2012 XRCO Award — лучшее возвращение[14]
- 2014 AVN Award — лучшая сцена двойного проникновения (Skin) вместе со Скин Даймонд и Марко Бандерасом[15]